# Ailurops ursinus
El cuscús ursino de Célebes (Ailurops ursinus) es una especie de marsupial diprotodonto de la familia Phalangeridae, una de las dos que forman el género Ailurops. Esta rara especie es endémica de Célebes y otras islas menores cercanas de Indonesia.